# Pyhäjärvi (sjö i Kuusamo, Norra Österbotten)
Pyhäjärvi är en sjö i kommunen Kuusamo i landskapet Norra Österbotten i Finland. Sjön ligger 238,6 meter över havet. Den är 24,22 meter djup. Arean är 68 hektar och strandlinjen är 5,36 kilometer lång. Sjön  ingår i Koundaälvens huvudavrinningsområde.   Den ligger omkring 230 kilometer nordöst om Uleåborg och omkring 720 kilometer norr om Helsingfors. 